# Campeonato Uruguayo de Primera División "B" 1945
El Campeonato Uruguayo de Segunda División 1945 fue la cuarta edición del torneo de segunda categoría profesional del fútbol de Uruguay.

## Participantes

### Ascensos y descensos
| Equipo         | Ascendido como                      |
| -------------- | ----------------------------------- |
| Rampla Juniors | Campeón de la Segunda División 1944 |

| Equipo | Descendido como           |
| ------ | ------------------------- |
| Racing | 10° Primera División 1944 |

## Posiciones
| Pos. | Equipo      | Pts. | PJ | PG | PE | PP | GF | GC | Dif. |
| ---- | ----------- | ---- | -- | -- | -- | -- | -- | -- | ---- |
| 1º   | Progreso    | 22   | 14 | 9  | 4  | 1  | 37 | 20 | +17  |
| 2º   | Racing      | 20   | 14 | 8  | 4  | 2  | 30 | 15 | +15  |
| 3º   | Danubio     | 17   | 14 | 7  | 3  | 4  | 28 | 17 | +11  |
| 4º   | Bella Vista | 17   | 14 | 6  | 5  | 3  | 23 | 16 | +7   |
| 5º   | Cerro       | 16   | 14 | 7  | 2  | 5  | 29 | 16 | +13  |
| 6º   | Fénix       | 11   | 14 | 2  | 7  | 5  | 18 | 20 | -2   |
| 7º   | Olivol      | 6    | 14 | 2  | 2  | 10 | 13 | 43 | -30  |
| 8º   | San Carlos  | 3    | 14 | 0  | 3  | 11 | 15 | 46 | -31  |

|  | Asciende a Primera División |
|  | Desciende a Intermedia      |

## Resultados
| Bella Vista | 0-0 | Racing     |
| Cerro       | 1-0 | Danubio    |
| Olivol      | 2-2 | San Carlos |
| Fénix       | 1-1 | Progreso   |

| Racing      | 6-1 | Olivol     |
| Progreso    | 3-2 | San Carlos |
| Bella Vista | 1-1 | Danubio    |
| Cerro       | 2-2 | Fénix      |

| Progreso | 3-2 | Cerro       |
| Racing   | 1-1 | San Carlos  |
| Olivol   | 3-1 | Bella Vista |
| Danubio  | 5-1 | Fénix       |

| Cerro       | 5-0 | Olivol     |
| Racing      | 1-0 | Fénix      |
| Progreso    | 3-2 | Danubio    |
| Bella Vista | 4-1 | San Carlos |

| Progreso    | 3-1 | Olivol     |
| Danubio     | 3-0 | Racing     |
| Cerro       | 3-0 | San Carlos |
| Bella Vista | 2-2 | Fénix      |

| Progreso    | 2-0 | Racing |
| Bella Vista | 1-0 | Cerro  |
| Danubio     | 1-0 | Olivol |
| San Carlos  | 0-0 | Fénix  |

| Racing      | 1-0 | Cerro      |
| Bella Vista | 1-0 | Progreso   |
| Danubio     | 4-1 | San Carlos |
| Fénix       | 3-0 | Olivol     |

| Racing     | 2-2 | Bella Vista |
| Danubio    | 2-0 | Cerro       |
| San Carlos | 1-2 | Olivol      |
| Progreso   | 3-1 | Fénix       |

| Olivol     | 0-2 | Racing      |
| San Carlos | 2-3 | Progreso    |
| Danubio    | 1-2 | Bella Vista |
| Fénix      | 2-4 | Cerro       |

| Cerro       | 2-2 | Progreso |
| San Carlos  | 1-7 | Racing   |
| Bella Vista | 4-1 | Olivol   |
| Fénix       | 0-0 | Danubio  |

| Olivol     | 0-4 | Cerro       |
| Fénix      | 0-1 | Racing      |
| Danubio    | 2-2 | Progreso    |
| San Carlos | 2-5 | Bella Vista |

| Olivol     | 1-7 | Progreso    |
| Racing     | 3-1 | Danubio     |
| San Carlos | 0-4 | Cerro       |
| Fénix      | 0-0 | Bella Vista |

| Racing | 3-3 | Progreso    |
| Cerro  | 1-0 | Bella Vista |
| Olivol | 1-3 | Danubio     |
| Fénix  | 5-0 | San Carlos  |

| Cerro      | 1-3 | Racing  |
| San Carlos | 2-3 | Danubio |
| Olivol     | 1-1 | Fénix   |